# ノーゲーム
ノーゲーム（No Game）とは、野球・ソフトボールにおいて、途中打ち切り（コールドゲーム）となった試合のうち、終了回数等の理由により正式試合の成立要件を満たさない場合に球審により発せられる宣告である。
ノーゲームが宣告されると、その試合の全ての記録が無効となり、そのまま無効試合として記載される。

## 概要
天候、競技場の状態などの理由で試合が途中打ち切り（コールドゲーム）となったときの状況が、以下のいずれにも該当していない場合は正式試合とはみなされず、ノーゲームとなる。
- 5回の表裏が完了している
- 5回表終了時、または5回裏の途中に、後攻チームがリードしている
- 5回裏に後攻チームが得点し、同点となっている

上記のいずれかを満たし、正式試合として成立したうえで同点の場合はサスペンデッドゲームとなる（日本プロ野球および高校硬式野球ではサスペンデッドゲームを適用しない。高校軟式野球では試合成立前に打ち切り、ないしは成立後に同点であった場合には「特別継続試合」とする位置づけでサスペンデッドゲームが適用されるが、決勝戦のみ例外として再試合とする）。2022年より、選抜高校野球と高校野球選手権大会（いわゆる甲子園）では打ち切りになったイニングに関わらず、翌日以降に停止した時点から再開して決着が付くまで試合を継続することになった（「継続試合」）。
高校野球では上記の「5回」を「7回」に読み替える。その他のアマチュア野球連盟でも、天災や日没等の理由で試合を打ち切るときは、内規により7回完了でなければノーゲームとなる。ただし、点差による打ち切りは5回で成立となる場合も多い。
イニングの途中でノーゲームが宣告された場合は、そのイニングの得点の数字に「x」を付記する。詳細はコールドゲームの項記載の参考表参照
ノーゲームが宣告された場合、入場券は払い戻される。

## 他種目での類似例
- ボクシング・プロレスの試合において、試合不成立となるケースがある。これは「無効試合（ノー・コンテスト）」という。
- サッカーの場合も、試合中の悪天候等に伴い、主催者の判断により、試合不成立となるケースがある。日本プロサッカーリーグ（Jリーグ）での事例についてはJリーグの試合中止例参照。